# Joe Dirt 2 - Sfigati si nasce
Joe Dirt 2 - Sfigati si nasce (Joe Dirt 2: Beautiful Loser) è un film del 2015, diretto da Fred Wolf e interpretato da David Spade, Brittany Daniel e Dennis Miller.
È il sequel del film del 2001 Le avventure di Joe Dirt.

## Trama
Joe Dirt, è un anti-eroe che dopo aver messo incinta sua moglie diventa padre di tre figlie. Un giorno però si ritrova nella stessa città ma nell'anno 1965, dove si trova in un viaggio epico.